# Siège de Soubise
Guerre de Cent Ans
Batailles
Le siège de Soubise a lieu les 22 et 23 août 1372 pendant la guerre de Cent Ans. Ce siège met fin à l'hégémonie anglaise dans la Saintonge. Il est resté célèbre car c'est à cette occasion que le captal de Buch et brillant stratège anglo-gascon Jean de Grailly est capturé par les Français.

## La reprise des hostilités
Charles V le Sage décide d'attaquer La Rochelle au printemps 1372. La flotte anglaise est anéantie par la flotte castillane, alliée aux Français, lors d'une bataille navale le 22 juin. Charles V ordonne alors à ses troupes d'assiéger la place forte anglaise, dont la garnison est chassée par la population locale le 15 août.
Charles V essaie également de déstabiliser Édouard III en soutenant les revendications du gallois Owain Lawgoch, prétendant à la principauté de Galles. Owain adresse le 10 mai 1372 une lettre de défi au roi d'Angleterre. Il assiège ensuite l'île anglaise de Guernesey. La victoire complète d'Owain semble proche lorsqu'il reçoit une lettre du roi de France l'intimant de venir soutenir le siège des places fortes encore tenues par les Anglais.

## Le siège de Soubise
L'escadre d'Owain est rejointe par la flotte castillane, composée elle-même de 40 nefs et de 8 galères. Ces deux flottes mènent alors un blocus maritime sur les ports anglais du Poitou et de la Saintonge. Une troupe de 300 Français arrive devant Soubise, où elle met le siège. Immédiatement le Gascon Jean de Grailly, captal de Buch au service des Anglais, rassemble 200 hommes et attaque les Français. Ces derniers sont capturés. Jean de Grailly n'a cependant pas remarqué la flotte française commandée par Owain Lawgoch.
Au soir du 22 août, les hommes d'Owain débarquent discrètement et lancent un assaut sur le campement anglais. Surpris, les Anglais tentent de se replier dans les faubourgs de Soubise. Ils sont en grande majorité tués en tentant de s'échapper. La garnison de Soubise, insuffisante, abaisse le pont-levis de la forteresse pour que leurs alliés s'y réfugient mais seuls quelques officiers anglais parviennent à s'extraire du carnage. Jean de Grailly combat jusqu'au bout avant d'être capturé.

## Suites
Au matin du 23 août, la garnison anglaise de Soubise capitule sans condition devant l'armée française largement supérieure en nombre. Peu après, les forteresses anglaises de Taillebourg, Angoulême, Saintes et Saint-Jean-d'Angély se rendent.
Jean de Grailly est lui emmené à Paris, où il est incarcéré à la prison du Temple sur ordre de Charles V. Le roi de France veille à ce que son adversaire soit bien traité. Il lui propose la liberté s'il prend part à la guerre contre les Anglais. Grailly, qui avait auparavant juré de servir fidèlement Édouard III, refuse. Charles V ne paie donc pas la rançon du captal de Buch, car ce dernier est l'un des plus brillants capitaines qui aient servi les Anglais. Le captal reste emprisonné jusqu'à sa mort en 1376.